# Lijst van voetbalinterlands Albanië - Hongarije
Deze lijst van voetbalinterlands is een overzicht van alle officiële voetbalwedstrijden tussen de nationale teams van Albanië en Hongarije. De landen hebben tot op heden acht keer tegen elkaar gespeeld. De eerste ontmoeting, een vriendschappelijke wedstrijd, was in Boedapest op 20 augustus 1947. Het laatste duel, een kwalificatiewedstrijd voor het Wereldkampioenschap voetbal 2022, vond plaats op 9 oktober 2021 in de Hongaarse hoofdstad.

## Wedstrijden
| № | Plaats    | Datum             | Competitie           | Wedstrijd           | Uitslag |
| - | --------- | ----------------- | -------------------- | ------------------- | ------- |
| 1 | Boedapest | 20 augustus 1947  | Vriendschappelijk    | Hongarije − Albanië | 3 − 0   |
| 2 | Tirana    | 23 mei 1948       | Vriendschappelijk    | Albanië − Hongarije | 0 − 0   |
| 3 | Boedapest | 24 september 1950 | Vriendschappelijk    | Hongarije − Albanië | 12 − 0  |
| 4 | Boedapest | 11 oktober 2008   | WK 2010 kwalificatie | Hongarije − Albanië | 2 − 0   |
| 5 | Tirana    | 28 maart 2009     | WK 2010 kwalificatie | Albanië − Hongarije | 0 − 1   |
| 6 | Boedapest | 5 juni 2014       | Vriendschappelijk    | Hongarije − Albanië | 1 − 0   |
| 7 | Elbasan   | 5 september 2021  | WK 2022 kwalificatie | Albanië − Hongarije | 1 − 0   |
| 8 | Boedapest | 9 oktober 2021    | WK 2022 kwalificatie | Hongarije − Albanië | 0 − 1   |

## Samenvatting
| Competitie        | Totaal gespeeld | Winst Albanië | Gelijk | Winst Hongarije | Doelsaldo Albanië – Hongarije |
| ----------------- | --------------- | ------------- | ------ | --------------- | ----------------------------- |
| WK-kwalificatie   | 4               | 2             | 0      | 2               | 2 – 3                         |
| Vriendschappelijk | 4               | 0             | 1      | 3               | 0 – 16                        |
| Totaal            | 8               | 2             | 1      | 5               | 2 – 19                        |

Wedstrijden bepaald door strafschoppen worden, in lijn met de FIFA, als een gelijkspel gerekend.